# Aida Martorell
Aida Martorell   (Palma, 29 de març de 2001) és una creadora de contingut digital mallorquina, destacada per la seva presència a xarxes socials. Gràcies a la seva popularitat, ha tingut l'oportunitat d'escriure un llibre i s'ha estrenat com a cantant.

## Biografia
Martorell va començar a publicar fotografies i vídeos a Instagram al setembre del 2015. El 2020 va començar a guanyar notorietat amb els seus vídeos a TikTok, on actuava fent sincronització labial sobre cançons populars. Durant la Pandèmia de COVID-19, el govern balear va llançar una campanya protagonitzada per la palmesana i Marcos White, per a sensibilitzar als joves sobre la necessitat de complir amb les mesures de prevenció contra el coronavirus.
El 2020 va publicar el llibre Si duele, seguro que no es amor, on es dirigeix als adolescents per a conscienciar-los sobre el maltractament en les relacions de parella i promoure l'apoderament personal. Se la reconeix com la primera influencer de TikTok en llengua castellana en abordar aquest tema obertament.
El juliol del 2023 va anunciar a la ràdio Los 40 que es trobava preparant el seu debut musical amb sessions de gravació a Puerto Rico i Miami. El seu senzill de debut, "4 shorty", va sortir al mercat l'abril de 2024.

## Reconeixements
L'any 2025 va ser reconeguda per l'edició espanyola de Forbes com una de les 50 dones més influents de les Balears.